# Ernő Grünbaum
Pour les articles homonymes, voir Grünbaum.
Ernő Grünbaum, né le 29 mars 1908 à Nagyvárad en Autriche-Hongrie (aujourd'hui Oradea en Roumanie) et mort le 3 avril 1945 àu Camp de concentration de Mauthausen, est un peintre, dessinateur, graphiste, lithographe hongrois transylvain de la période moderne. Ses miniatures sont influencées par l'art nouveau mais le reste de son œuvre est proche de l'expressionnisme et du cubisme. En raison de son origine juive, il est l'objet de persécutions qui trouvent leur expression dans une partie son œuvre.

## Biographie

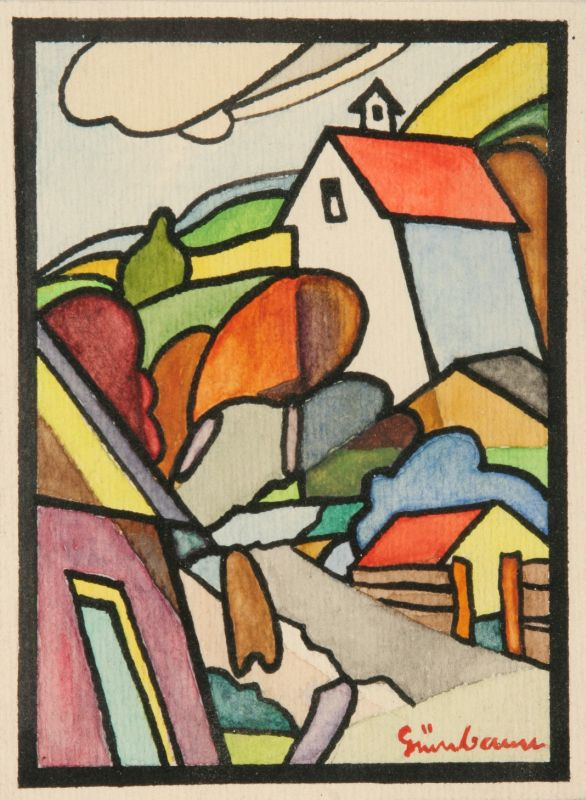
Maisons, aquarelle sur papier, non datée.

Ernő Grünbaum est issu d'une famille juive qui, après la mort de son père, vit dans des conditions extrêmement précaires. Pour cette raison, il ne peut s'inscrire à aucune école d'art malgré son talent. Il travaille d'abord dans une tannerie puis comme menuisier, avant de suivre une formation de graveur sur cuivre. En 1927, il trouve une place à l'imprimerie Sonnenfeld à Oradea où on lui enseigne la typographie. C'est là qu'il se lie d'amitié avec le peintre expressionniste Alex Leon (en). Grünbaum se rapproche à son contact du courant expressionniste, et bien que les thèmes de la souffrance et de la quête existentielle se retrouvent dans leurs créations respectives, il suit sa propre voie et n'est pas influencé par son ami d'une façon aussi déterminante qu'on a pu le dire,.

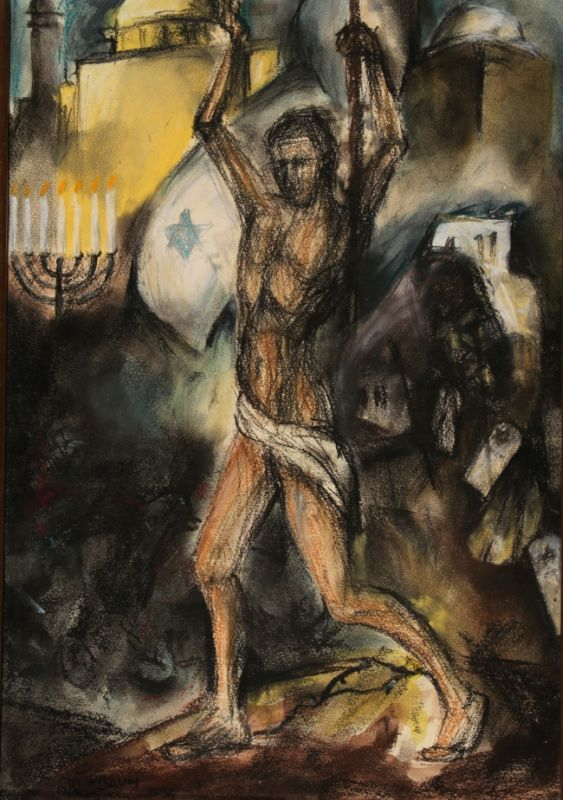
Jésus devant la synagogue, papier, date inconnue.

Grünbaum va s'intéresser aux courants d'avant-garde de son époque qui marquent de façon décisive son parcours artistique. En 1932 a lieu la première exposition consacrée à ses œuvres au Club des journalistes d'Oradea (en roumain : Clubul ziariștilor, en hongrois: Újságíró Club (ÚK)) qui le fait connaître au public et où se tiennent par la suite ses expositions,,. La même année, il prend part à la création de l'Asociația Artelor Frumoase Oradea (Association des beaux-Arts).
En octobre 1933, il participe avec dix autres artistes, dont son ami Leon, Imre Földes (de) et Imre Ványai (de), à l'Exposition des Jeunes Artistes (Expoziția tinerilor artiști) au Palais Weiszlovits à Oradea,. À la fin des années 1930, il travaille comme dessinateur et lithographe à Budapest.
En mai 1944, il fait partie avec le peintre Jenő Elefánt (de) d'un convoi de déportés et meurt entre décembre 1944 et avril 1945 au camp de concentration de Mauthausen. Nombre de ses œuvres — on ignore quelle quantité exactement — disparaissent pendant la guerre ou sont détruites.
En janvier 1992, l'historienne d'art Maria Zintz (de) organise une exposition d'œuvres d'artistes juifs d'Oradea sous le titre Lumină și spirit : sont présentées des œuvres de Móric Barát, Alex Leon, Ernő Tibor et Ernő Grünbaum.

## Style
Les créations de Grünbaum comptent de nombreux dessins de petit format : gravures sur cuivre, xylographies, aquarelles, et quelques-unes de taille moyenne. Le graphisme est marqué par le synthétisme et le symbolisme, les formes sont inspirées par l'art nouveau, avec une influence du fauvisme. Le rendu plat des miniatures est obtenu par des couleurs tendres et des traits noirs marqués qui rappellent le cloisonnisme d'une Gabriele Münter. Il en résulte des aplats de couleurs qui sont une métaphore de l'environnement, le rouge pour la vie ou le vert pour la nature (Maisons et Paysage de montagne)
Grünbaum ne se limite pas aux paysages et aborde des aspects sociaux comme dans L'Homme à la brouette. Pour ce faire, il puise dans l'expressionnisme et la nouvelle Objectivité. Il utilise des couleurs sombres pour Jésus devant la Synagogue, expose souvent une vision possible d'un fascisme à venir, et esquisse sa vie qui est aussi celle des pauvres, des dissidents ou des déshérités en empruntant parfois au cubisme (Autoportrait) dont il n'use cependant pas seulement à des fins critiques ; ainsi les tableaux Paysage à Baia Mare et Autoportrait, Nature morte de fruits rappelant Cézanne, montrent sa préférence pour les constructions, sans tomber pour autant dans une stylisation excessive ou le maniérisme.
Dans sa ville natale, sa fréquentation de poètes et de journalistes ouverts aux innovations artistiques, ainsi que sa proximité avec Alex Leon et son travail à l'imprimerie lui permettent de suivre l'évolution avant-gardiste de l'Europe d'alors et de développer lui-même ses compétences artistiques, choses que ses moyens financiers ne lui autorisaient pas car il n'a reçu aucune formation académique et n'a pas eu la possibilité de voyager pour parcourir les musées.

## Réception contemporaine
Son œuvre est accueillie favorablement, bien qu'elle ne recouvre que quelques années. Un critique écrit dans la revue hongroise Nagyvárad du 9 mars 1932 (p. 9) : « [Grünbaum] est un graphiste talentueux à l'imagination fantastique profuse, et excelle dans la composition, cela fait de lui un artiste prometteur ».
Un an plus tard, après l'exposition Expoziția tinerilor artiști, le journal Nagyváradi Naplo du 24 octobre 1933 (p. 5) le décrit comme un « représentant d'une nouvelle orientation artistique » dont l'œuvre est « honnête jusqu'à la brutalité », puis le 27 octobre (p. 13) mentionne l'« ultramodernité » de ses œuvres et « l'amour et la maturité dans l'exécution », et le qualifie le 15 juillet (p. 6) de « meilleur artiste de sa génération ».

## Œuvres existantes
Ses œuvres se trouvent dans différents musées d'Allemagne, de Roumanie et de Hongrie, comme le musée hongrois des arts décoratifs à Budapest et le musée Gutenberg à Mayence. Le Muzeul Țării Crișurilor (ro) d'Oradea abrite un ensemble de treize œuvres dont des gravures, pastels et aquarelles. La bibliothèque de l'université de Debrecen possède un ex-libris de 1934 provenant de la collection du médecin du Docteur Kálmán Arady (1893-1964).

## Livres illustrés
Ernő Grünbaum a exécuté de nombreuses lithographies pour l'imprimerie Sonnenfeld et conçu les pages de garde de quelques livres :
- (hu) Sándor Marót : A világ ablaka. Maison d'édition Sonnenfeld, 166 pages[4 1]
- (hu) Béla Mezei : Ősök és hősök. Népünk Éditeur, 199 pages[4 1]